# Zentrifugal (Neurologie)
Zentrifugal (abgeleitet von altgriechisch τὸ κέντρον [to kentron] = Stachel, dann Stachelstab bzw. der Punkt, an dem der Zirkel angesetzt wird [= „Kreismittelpunkt“] und lat. fugere = fliehen) bezeichnet in der Neurologie und Neurophysiologie den Verlauf einer Erregung oder des Wachstums von Nervenfasern, die vom zentralen Nervensystem (ZNS) peripheriewärts wegführt. Durch zentrifugale Nervenbahnen werden auch höhere Zentren mit niedrigeren innerhalb des ZNS verbunden (hierarchische Struktur des ZNS). Als synonym mit zentrifugalen Nervenbahnen gilt die Bezeichnung Efferenz. Eine solche Efferenz ist beispielsweise die Pyramidenbahn (Tractus corticospinalis). Zentrifugale Nerven erfüllen motorische und sekretorische Aufgaben. Die zentrifugale Richtung von Erregungsabläufen steht im Gegensatz zu ihrem zentripetalen bzw. afferenten Verlauf. In der Biologie bezieht sich der Verlauf der Erregung bei noch nicht zentralisierten Formen des Nervensystems auf den Bezug zu bestimmten Ganglien.